# Catherine Serre
Pour les articles homonymes, voir Serre (homonymie).
Catherine Serre est une actrice française.
Elle est principalement connue pour son interprétation du rôle de Christine Rocourt dans Le Gendarme et les Gendarmettes. En 1984, elle décide de se retirer du cinéma et de la télévision. Elle poursuit, toutefois, sa carrière au théâtre (TNP) et au cabaret.

## Filmographie

### Cinéma
- 1976 : La situation est grave... mais pas désespérée de Jacques Besnard : Liliane
- 1978 : One, Two, Two : 122, rue de Provence de Christian Gion : Liza
- 1979 : Le Gagnant de Christian Gion : Micheline, l'employée au guichet de la banque Dupré-Granval
- 1979 : Moonraker de Lewis Gilbert : comtesse Labinsky (James Bond girl)
- 1979 : Les Givrés d'Alain Jaspard : la monitrice
- 1980 : Mon oncle d'Amérique d'Alain Resnais : la secrétaire de la direction générale
- 1980 : Je vais craquer de François Leterrier : Malika
- 1981 : Le Fils-père de Serge Korber : Irène, la mère
- 1981 : Pétrole ! Pétrole ! de Christian Gion : la vendeuse de porcelaine
- 1981 : Ne me parlez plus jamais d'amour de Sylvain Madigan
- 1982 : Le Gendarme et les Gendarmettes de Jean Girault : la gendarmette Christine Recourt

### Télévision
- 1972 : Mycènes, celui qui vient du futur (film TV) de François Chatel et Pierre Neel : Sylvia
- 1972 : Les Témoins (film TV) de Michel Wyn
- 1980 : Un Pas dans la forêt (film TV) de  Claude Mourthé : Elsie
- 1982 : Allô oui ? J'écoute! (film TV) de Jean Pignol : Liliane
- 1983 : Merci Sylvestre (série TV) de Serge Korber épisode 6 : la call-girl
- 1984 : Disparitions (série TV) de Yves Ellena, Daniel Moosmann, et Claude Barrois

## Théâtre
- 1972 : Donna Mobil de Claude Prey, mise en scène Roger Kahane, Festival d'Avignon,    espace Cardin